# CA Brive
Der Club Athlétique Brive Corrèze Limousin (kurz CA Brive) ist ein Rugby-Union-Verein aus der französischen Stadt Brive-la-Gaillarde im Département Corrèze. Er spielt in der höchsten französischen Liga Top 14. Die Heimspiele werden im Stade Amédée-Domenech ausgetragen. Zwar hat der Verein noch nie den französischen Meistertitel gewonnen, dafür aber auf europäischer Ebene den Heineken Cup.

## Geschichte
Die Gründung des Vereins erfolgte am 15. März 1910. Der CA Brive etablierte sich rasch als stärkste Mannschaft im Limousin und war während Jahrzehnten in der obersten Liga vertreten, ohne jedoch einen bedeutenden Erfolg. 1955 stieg der CA Brive in die zweite Liga ab, schaffte aber 1957 den Wiederaufstieg.
Acht Jahre später erreichte er das Finale der Challenge Yves du Manoir, 1965 das Finale der Meisterschaft, verlor aber beide Spiele. 1972 und 1975 stand der CA Brive erneut im Meisterschaftsfinale, musste sich aber jeweils AS Béziers geschlagen geben (beim zweiten Mal nur ganz knapp um einen Punkt). Auch das Finale der Challenge 1974 ging verloren.
Seine bisher erfolgreichste Zeit hatte der CA Brive in der zweiten Hälfte der 1990er Jahre. Der Verein erreichte 1996 zum vierten Mal das Meisterschaftsfinale, das er aber gegen Rekordmeister Stade Toulousain verlor. Nur zwei Mannschaften haben mehr Finalspiele bestritten, ohne je zu gewinnen, nämlich ASM Clermont Auvergne (7) und US Dax (5). Allerdings war der CA Brive im selben Jahr in der Challenge erfolgreich.
In der Saison 1996/97 schaffte es der CA Brive im Heineken Cup bis ins Finale und traf in Cardiff auf die Leicester Tigers; am Ende stand es 28:9 für Brive. Nur eine Mannschaft hat außer dem CA Brive den Heineken Cup gewonnen, ohne zuvor nationaler Meister gewesen zu sein, und zwar die Northampton Saints. Einen Monat nach dem Finale traf der Verein in einem interkontinentalen Vergleich auf die Auckland Blues, dem Meister der Super-12-Liga; das Spiel endete 47:11 für die Neuseeländer.
1998 stand der CA Brive erneut im Finale des Heineken Cup; er verlor aber in Bordeaux gegen Bath Rugby. Der Verein erreichte zwar im Jahr 2000 das Finale der Challenge, stieg aber im selben Jahr in die zweite Liga ab. Der Wiederaufstieg gelang 2003. Im Jahr 2012 musste CA Brive erneut absteigen und schaffte in der darauf folgenden Saison den sofortigen Wiederaufstieg.

## Erfolge
- Meisterschaftsfinalist: 1965, 1972, 1975, 1996
- Sieger Heineken Cup: 1997
- Finalist Heineken Cup: 1998
- Sieger Challenge Yves du Manoir: 1996
- Finalist Challenge Yves du Manoir: 1963, 1974, 2000

## Finalspiele von CA Brive

### Meisterschaft
| Datum        | Meister          | 2. Finalist | Ergebnis | Ort                     | Zuschauer |
| ------------ | ---------------- | ----------- | -------- | ----------------------- | --------- |
| 23. Mai 1965 | SU Agen          | CA Brive    | 15:8     | Stade Gerland, Lyon     | 28.758    |
| 21. Mai 1972 | AS Béziers       | CA Brive    | 9:0      | Stade Gerland, Lyon     | 31.161    |
| 18. Mai 1975 | AS Béziers       | CA Brive    | 13:12    | Parc des Princes, Paris | 39.991    |
| 1. Juni 1996 | Stade Toulousain | CA Brive    | 20:13    | Parc des Princes, Paris | 48.162    |

### Heineken Cup
| Datum           | Sieger     | 2. Finalist      | Ergebnis | Ort                    | Zuschauer |
| --------------- | ---------- | ---------------- | -------- | ---------------------- | --------- |
| 25. Januar 1997 | CA Brive   | Leicester Tigers | 28:9     | Arms Park, Cardiff     | 41.664    |
| 31. Januar 1998 | Bath Rugby | CA Brive         | 19:18    | Parc Lescure, Bordeaux | 36.500    |

## Spieler

### Aktueller Kader
Der Kader für die Saison 2019/2020:

### Bekannte ehemalige Spieler
| - Lisandro Arbizu (Argentinien) - Philippe Carbonneau - Dawit Chintschagischwili (Georgien) - Amédée Domenech - Fabrice Estebanez - Terry Fanolua (Samoa) - Riki Flutey (England) - Cédric Heymans - Jean-Luc Joinel | - Christophe Lamaison - Olivier Magne - Alain Penaud - Cristian Petre (Rumänien) - Alix Popham (Wales) - Tom Smith (Schottland) - Gregor Townsend (Schottland) - Pierre Villepreux |